# Abuta panamensis
Abuta panamensis là một loài thực vật có hoa trong họ Biển bức cát. Loài này được (Standl.) Krukoff & Barneby mô tả khoa học đầu tiên năm 1970.